# Pleione albiflora
Pleione albiflora är en växtart i släktet Pleione och familjen orkidéer. Den beskrevs av Phillip James Cribb och Chen Zi Tang. Den kan hybridisera med P. forrestii; hybriden kallas P. × confusa.

## Utbredning
Arten förekommer från Kina (nordvästra Yunnan) till norra Myanmar.